# ラウノ・アルトーネン
ラウノ・アウグスト・アルトーネン（芬: Rauno August Aaltonen, 1938年1月7日 - ）は、フィンランド人の元ラリードライバー。姓はアールトネン表記もあり。

## 略歴
1961年、1965年に地元フィンランドラリー選手権とヨーロッパラリー選手権でタイトルを獲得し、1966年のバサースト5000（ (1966 Gallaher 500) ）で優勝。ランチア、フォード、日産チームで走っている。
1962年のラリー・モンテカルロでBMCワークスのミニクーパーを駆り、チュリニ峠でクラッシュするまで総合2位につける活躍を見せる。1963年は3位入賞。後にイギリス・フォードで名監督ぶりを発揮する事となるスチュワート・ターナー、チームメイトティモ・マキネンと共にブリティッシュ・モーター・コーポレーション (BMC) のモンテ黄金期を築き、1964年・1965年・1967年に優勝。アルトーネン自身はクーパーSで1967年に優勝し、1965年と1966年は2位に入っているが、1966年は主催者のモナコ自動車クラブ (ACM) がヘッドライトの規定違反としてミニ勢を「失格」としている。
1973年の世界ラリー選手権 (WRC) 創成期にはキャリア的にピークは過ぎており、優勝こそないものの、日産、フィアット、オペルと渡り歩き、1987年までラリー・モンテカルロ、RACラリー、サファリラリー、アクロポリスラリーとスポット的に起用されることが多かった。

## ギャラリー

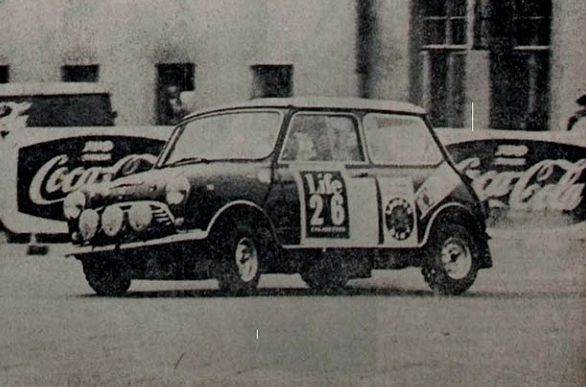
Aaltonen at the 1965 1000 Lakes Rally
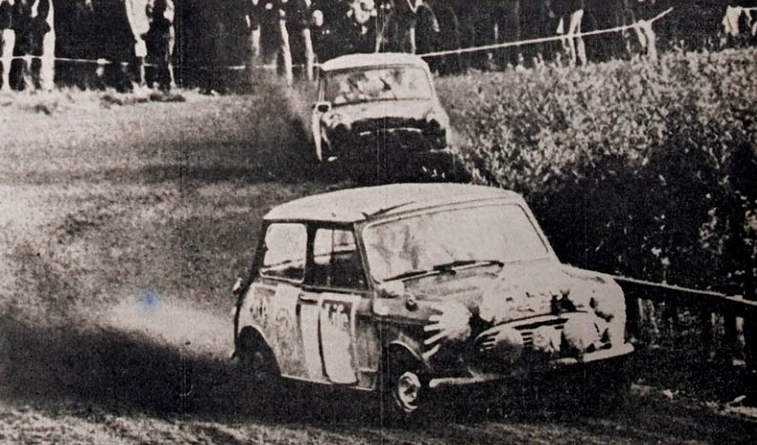
Aaltonen behind Timo Mäkinen at the 1000 Lakes
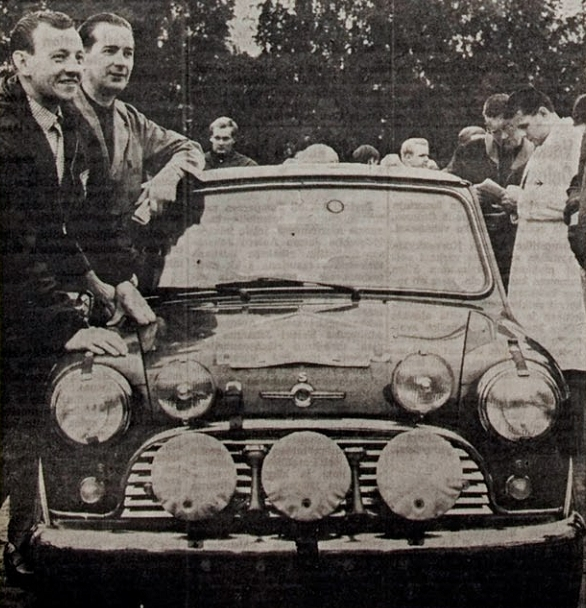
Aaltonen with co-driver Anssi Järvi
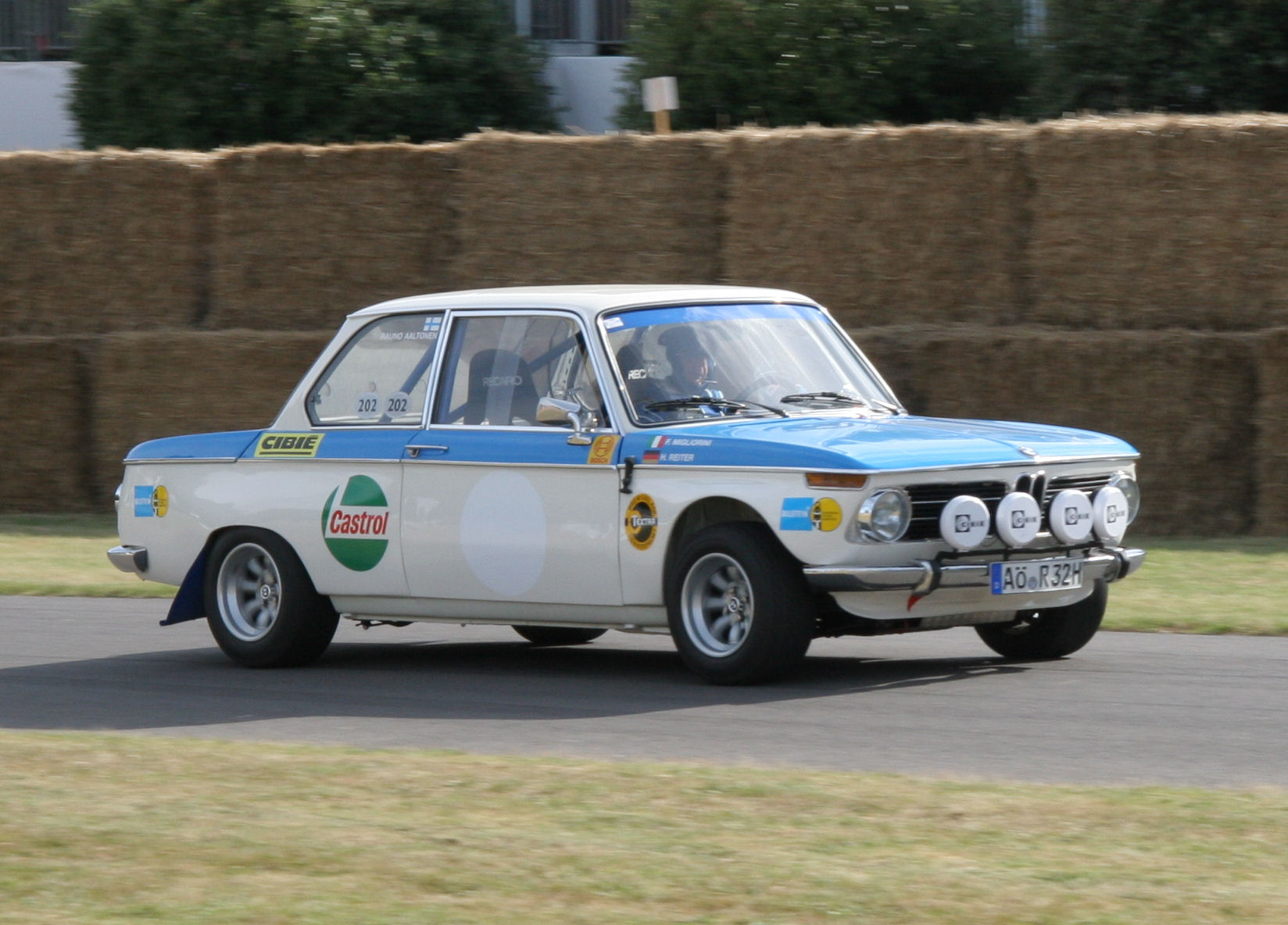
An ex-Aaltonen BMW 2002tii
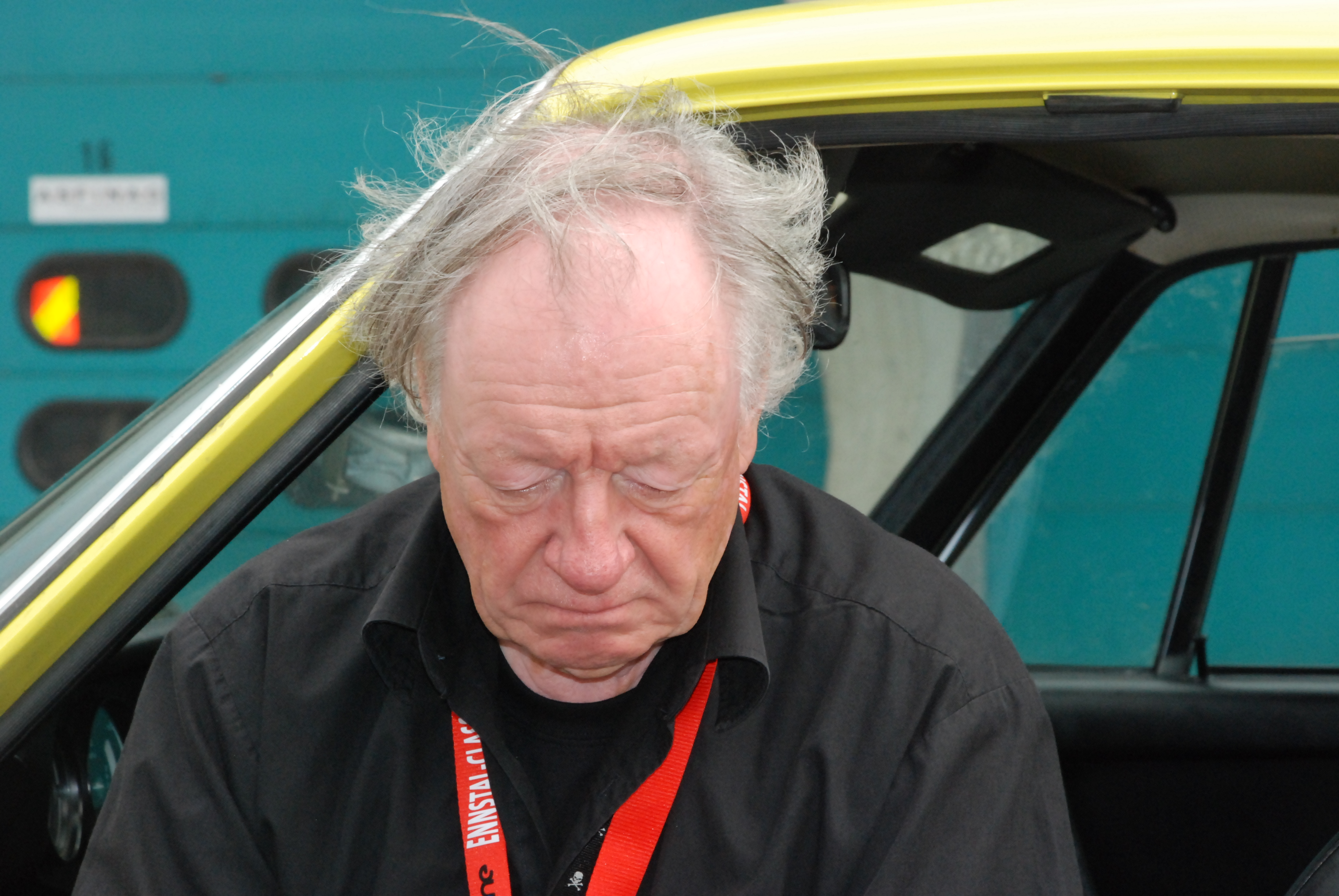
Aaltonen pictured in 2008

## 参考書籍
- RallyBase 「Rauno Aaltonen」 2011年 4月23日参照。
- 三栄書房「ラリー&クラシックス　Vol.4　"名優たち"の攻防」参考。